# 偽韋格納分佈
偽韋格納分佈函數(pseudo-Wigner distribution function,PWDF)是韋格納分佈函數(Wigner distribution function,WDF)的變形之一，
定義為一種短時(short-time)韋格納分佈，使用運行分析視窗(running analysis window)。
- 偽韋格納分佈

{\displaystyle W_{x}(t,f)=\int _{-\infty }^{\infty }w(\tau /2)w^{*}(-\tau /2)x(t+\tau /2)x^{*}(t-\tau /2)e^{-j2\pi \tau \,f}d\tau }
偽韋格納分佈是一個平滑的韋格納分佈，但只實現了平滑的頻率方向。
因此，韋格納分佈的時間集中(time concentration)被保留，但在干擾項(interference terms)的震盪在時間軸上不會衰減。

## 平滑偽韋格納分佈
上述限制在平滑偽韋格納分佈(smoothed pseudo-Wigner distribution,SPWD)被解除，它是一個有平滑時間方向的偽韋格納分佈。

平滑偽韋格納分佈允許簡單且有彈性的選擇平滑特性以及執行效率。
但如同短時傅立葉變換的絕對值平方(spectrogram)，它不符合大多數數學特性滿意的韋格納分佈（意即:不符合大多數的理想數學特性，如邊際(marginal)或有限的支持(finite-support)特性），如下圖:
平滑偽韋格納分佈(SPWD)定義為時間平滑短時(time-smoothed short-time)的偽韋格納分佈，其運行分析視窗為h(t)和一個時間平滑視窗g(t)。
平滑偽韋格納分佈在模糊域(ambiguity-domain)的權重函數(weighting function)為
{\displaystyle \Psi _{SPWD}(\tau ,\nu )=\phi _{h}(\tau )G(\nu )} 

- {\displaystyle \phi _{h}(\tau )=h({\tfrac {1}{2}}\tau )h^{*}(-{\tfrac {1}{2}}\tau )}，{\displaystyle G(\nu )}是對g(t)做傅立葉變換。
- 權重函數是一個可分解的函數，分解成{\displaystyle \phi _{h}(\tau )}和{\displaystyle G(\nu )}，各別相依於分析視窗h(t)和時間平滑視窗g(t)。

藉由分別適當選擇視窗g(t)以及h(t)的長度，使得大量的時間平滑與頻率平滑能夠容易的控制:
一個較長的g(t)產生更多的時間平滑和一個較長的h(t)產生較少的頻率平滑。
對於一般視窗g(t)和h(t)，平滑偽韋格納分佈對應於一個非常簡單的二維低通濾波器。
權重函數{\displaystyle \Psi _{SPWD}(\tau ,\nu )}通常類似一個二維的高斯函數(Gaussian function)，由於形狀簡單的權重函數，平滑偽韋格納分佈的干擾項衰減和時頻集中，將不會過於依賴詳細的時頻信號結構下的分析。